# Slaget vid Pavia
Slaget vid Pavia var ett slag mellan franska och kejserliga trupper 24 februari 1525 vid Pavia, söder om  Milano.

## Slaget
När Frans I av Frankrike invaderade Italien för andra gången, var hans huvudmotståndare Karl V. På hösten 1524 tågade Frans med sin arme över Alperna och gjorde därefter ett triumfartat intåg i Milano. Därpå inledde han en belägring av den kejserliga garnisonsstaden Pavia. När en kejserlig undsättningsstyrka, under befäl av Fernando d'Avalos, hertig av Pescara, nådde fram i slutet av januari 1525 grävde arméerna ned sig utanför staden och besköt varandra med artilleri. Natten mellan den 23 och 24 februari utlöste Fernando d'Avalos en djärv anfallsplan: I skydd av mörkret marscherade huvuddelen av hans styrkor flera kilometer norrut och stod i gryningen på fransmännens oskyddade vänstra flank. De överrumplade fransmännen kämpade för att vända sin gruppering. Läget blev än mer förvirrat på grund av morgondimma. Frans följde sina instinkter förde vidare riddartidens traditioner och ledde ett bepansrat kavalleri med fällda lansar mot kejsarsidans förband. Anfallet hade stor chockverkan, men de franska riddarnas impulsiva framryckning gjorde att deras artilleri inte kunde beskjuta fienden. Kungens lejda schweiziska infanteri hann inte följa med för att ge understöd och en stor del av den franska armén uppfattade inte vad som hände och anslöt sig inte alls. När slaget upplöstes i mindre drabbningar utspridda över hela fältet visade sig kejsarsidans pikenerare och hakeskyttar lika stridsdugliga i öppen terräng som de tidigare varit i skydd av jordvallar. De franska riddarna gav gradvis vika, hertigen av Trémoille blev skjuten rakt i hjärtat och Frans kastades av hästen och togs tillfånga. Landsknektar ur Svarta bandet var de sista som gav sig, sedan återstoden av den franska armén flytt.
Frans fångenskap tvingade honom nu till en förödmjukande fred, där han avsade sig alla franska anspråk på områden i Italien, och gjorde flera landavträdelser. Kriget kom dock att återupptas så snart Frans var i säkerhet på fransk mark.